# لمفوما سلائف الخلايا التائية
لمفوما سلائف الخلايا التائية (بالإنجليزية: Precursor T-lymphoblastic lymphoma)‏ هي لمفوما لاهودجكينية حيث يوجد الكثير من الأرومات اللمفاوية للخلايا التائية (كريات دم بيض غير ناضجة) في العقد اللمفاوية وفي الطحال.
كما يسمى أيضا بلموفة الأرومة التائية، وهو أكثر أنتشارا بين الشباب الذكور.

## الانتشار
من بين جميع أنواع أورام الدم من نفس الفئة، لمفوما سلائف الخلايا التائية 2٪ من الحالات.